# شهرستان سولیوان (تنسی)
شهرستان سولیوان، تنسی (به انگلیسی: Sullivan County, Tennessee) یک سکونتگاه مسکونی در ایالات متحده آمریکا است که در تنسی واقع شده‌است.

## خصوصیات
شهرستان سولیوان ۱٬۱۱۳٫۷ کیلومترمربع مساحت دارد.